# فیزیولوژی دایناسورها
فیزیولوژی دایناسورها (انگلیسی: Physiology of dinosaurs) فیزیولوژی دایناسورها از نظر تاریخی موضوعی بحث‌برانگیز بوده است، خصوصاً اینکه به تازگی، بسیاری از شواهد جدید در فیزیولوژی دایناسورها ارائه شده است، از جمله سیستم‌های متابولیکی و ترموژولوگرافی، بلکه در سیستم‌های تنفسی و قلبی عروقی نیز هست.
در سال‌های اولیه دیرینه‌شناسی دایناسورها، به‌طور گسترده‌ای مورد توجه قرار گرفت که آنها مارمولک‌های لاغر، دست و پاگیر و پر از باد هستند. با این حال، با کشف اسکلت‌های بسیار کامل تر در غرب ایالات متحده، از دهه ۱۸۷۰، دانشمندان می‌توانند تفسیرهای آگاهانه‌تری از زیست‌شناسی و فیزیولوژی دایناسورها انجام دهند. ادوارد درینکر کوپ، حریف ایتنیل چارلز مارش در جنگ‌های استخوانی، حداقل برخی از دایناسورها را فعال و چابک مطرح کرد، همان‌طور که در نقاشی دو جنگ "Laelaps" تولیدشده تحت سرپرستی وی توسط چارلز نایت تولید شده است.